# لاري ميكي
لاري ميكي هو لاعب هوكي الجليد كندي، ولد في 21 أكتوبر 1943 في لاكومب في كندا، وتوفي في 23 يوليو 1982 بسبب تسمم بأحادي أكسيد الكربون.

## وصلات خارجية
- لاري ميكي على موقع دوري الهوكي الوطني (الإنجليزية)
- لاري ميكي على موقع قاعة مشاهير الهوكي (لاعب أن.إتش.أل) (الإنجليزية)
- لاري ميكي على موقع EliteProspects.com (الإنجليزية)
- لاري ميكي على موقع HockeyDB.com (الإنجليزية)
- لاري ميكي على موقع Hockey-Reference.com (الإنجليزية)